# Добрица (приток Усы)
Добрица (бел. Дабрыца) — река в Червенском и Березинском районах Минской области Белоруссии, правый приток реки Уса.
Длина реки — 25 км. Площадь водосборного бассейна — 130 км². Уклон реки — 0,8 м/км.
Берёт начало в 1 км к северо-западу от деревни Мариамполь, течёт по открытой местности в западном направлении, через 690 метров поворачивает на юго-запад и ещё через 440 — на юго-восток. Далее течёт в юго-восточном направлении, минуя урочище Шестиволоки, до впадения реки Узничи. После этого на протяжении 4 км течёт на восток, минуя деревню Красная Слобода, затем поворачивает на юго-восток, после чего в районе деревни Задобричье — на восток и затем через 300 метров — вновь на юго-восток, заходя в лесной массив. Через 1 км меняет направление на южное и в районе деревни Городок делает изгиб, поворачивая на северо-восток, после чего делает ещё около пяти крупных изгибов, но, в целом, придерживается северо-восточного направления. Впадает в Усу к югу от деревни Устье. От истока на протяжении 5 километров русло реки канализировано.